# Алмазов, Борис Николаевич
Борис Николаевич Алмазов (1827—1876) — русский поэт-пародист, переводчик и литературный критик, прозаик.

## Биография
Родился 27 октября (8 ноября) 1827 года в Вязьме Смоленской губернии. Происходил из старой дворянской семьи Алмазовых. Отец, отставной штабс-капитан Николай Петрович Алмазов, принадлежал к высшим кругам московского общества. Мать — Евдокия Петровна (урождённая Зубкова), сестра энтомолога В. П. Зубкова, очень образованная и религиозная женщина.

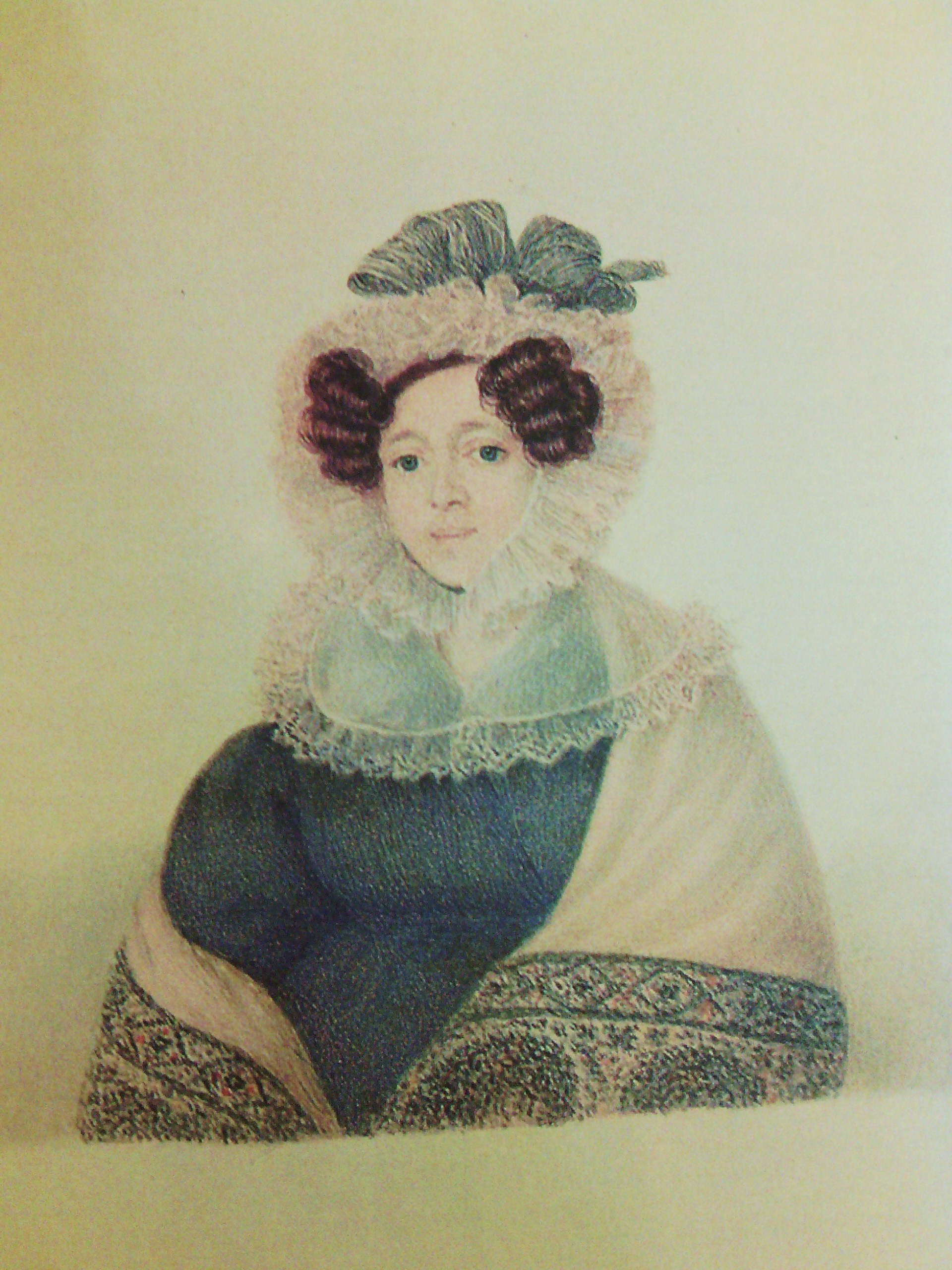
Евдокия Петровна Алмазова.

Детство провёл в родовом селе Караваево (Смоленской губернии). Первоначально получил домашнее образование. В 1839 году был принят во 2-й класс 1-й Московской гимназии, причём в качестве пансионера жил у её директора, М. А. Окулова. Из 4-го класса гимназии был переведён в пансион Эннеса, окончив который в 1848 году поступил на юридический факультет Московского университета. Посещал лекции известных профессоров-историков Т. Н. Грановского и П. Н. Кудрявцева; университетского курса не окончил, поскольку в 1850 году был отчислен за неуплату.
Женился 26 апреля 1853 года на 16-летней дочери асессора, Софье Захаровне Ворониной, которой ранее давал уроки литературы. Семейная жизнь принесла с собой серьезные материальные трудности: жена не имела состояния, а потомство молодой четы быстро увеличивалось. В поисках заработка в 1854 году он был вынужден поступить на службу в канцелярию попечителя московского учебного округа, откуда в 1857 году перешёл в контору московской синодальной типографии. По свидетельству друзей Алмазова, 

он был самым непрактическим человеком в мире и никогда не мог устроиться… К службе он был неспособен.— Аверкиев Д. В. Дневник писателя. 1885. № 4. — С. 146.
Прослужив несколько лет, Алмазов уже в 1861 году вышел в отставку в чине губернского секретаря.

Последние годы жизни поэта были омрачены смертью жены в 1874 году, оставившей ему на воспитание семерых детей (ещё семерых детей семья Алмазовых лишилась ранее). Постоянная нужда и горе подкосили здоровье Б. Н. Алмазова. Он скончался 3 (15) апреля 1876 года в Шереметевской больнице. Похоронен в московском Донском монастыре (могила утеряна).

## Литературная деятельность
С 1851 года занялся литературной деятельностью. Благодаря тесной дружбе с А. Н. Островским и Аполлоном Григорьевым примкнул к кружку, так называемой «молодой редакции» журнала «Москвитянин», в состав которого входили, кроме А. Н. Островского и Ап. Григорьева, Писемские, А. А. Потехин, Печерский-Мельников, Е. Н. Эдельсон, Л. А. Мей, Николай Берг, Горбунов и др. Никто из них не был славянофилом правоверного толка, но всех их «Москвитянин» привлекал тем, что здесь они могли свободно обосновывать своё общественно-политическое миросозерцание на фундаменте русской действительности.
В «Москвитянине» Б. Н. Алмазов дебютировал (под псевдонимом Эраста Благонравова), с весёлыми, остроумными фельетонами (в основном направленные против петербургских журналов). Алмазов был больше эстетик, чем политик. После прекращения выхода «Москвитянина», перешëл в «Библиотеку для чтения», придерживающуюся западнических взглядов и англоманский «Русский Вестник». Здесь он помещал переводы произведений разных поэтов, изредка оригинальные пьесы и критические статьи.
С возникновением в самом конце 1850-х годов ряда сатирических журналов, Б. Н. Алмазов стал одним из самых видных российских деятелей этого жанра литературы. Его тонко-остроумные стихотворные пародии, большею частью помещённые в «Развлечении» Фёдора Миллера, получили большую популярность. Из произведений Алмазова наиболее слабая — его единственная повесть «Катенька» (1875), выдержанная в основном в духе «натуральной школы». Им был написан также ряд критических работ, в частности, статья о Пушкине в сборнике «Утро». Основным тезисом критических статей Алмазова был доведённый до крайности принцип «искусства для искусства»; он утверждал:

Какими частными достоинствами ни блистало бы поэтическое произведение, но если в нëм развивается какая-нибудь философская идея, оно уже лишено свежести и представляет натяжки в построении.
В 1860—1870-х годах Алмазов как литературный критик почти не выступал, но продолжал плодотворно работать как поэт и переводчик; сотрудничал в журналах «Русский вестник» (1861—1864, 1871—1872), «Развлечение» (1859—1866), «Искра» (1861—1862), «Заноза» (1863), «Зритель общественной жизни, литературы и спорта» (1862—1863) и других, где публиковал в основном юмористические стихи.
В 1863 году под псевдонимом Б. Адамантов он издал в Москве сборник пародий «Диссонансы». Темы, сюжеты, типы, к которым обращался Алмазов, были традиционны для русской демократической сатиры и юмористики. Оригинальных стихотворений Б. Н. Алмазова из разряда «серьёзных» очень немного — около 15 пьес. В них он выступил «гражданским» поэтом, бичующим разные несимпатичные его консервативному образу мыслей стороны общественной жизни 1860-х годов. В основном они философичны и проникнуты религиозным чувством («Гроза», «Успокоение»). Некоторые стихотворения «Учёно-литературный маскарад», «Московский поэт и петербургский обыватель» и ряд других пользовались большим успехом. Написанные им в 1854 году поэма «Русь и Запад», стихотворения «Старая русская партия» (1864), «Русскому царю», были пронизаны славянофильскими умонастроениями.
Очень хороши были пародии Алмазова. Они были двух разрядов: общего характера и специально-литературного, где пикантность заключалась в том, что там в комических положениях фигурировали современные ему литераторы. Наиболее интересны: «Похороны „Русской речи“, скончавшейся после непродолжительной, но тяжкой болезни» и «Учёно-литературный маскарад». Основное свойство пародий Б. Н. Алмазова — тонкий изящный, но, вместе с тем, совершенно незлобивый юмор. При всей безукоризненности техники и при всем бесспорном остроумии, Алмазов остался, забавным пародистом, никогда не возвышавшимся до сатиры.
С конца 1860 годов Алмазов много занимался переводами. Крупной работой в этой области стал его первый вольный перевод на русский язык «Песни о Роланде», изданный в 1869 году в Москве под названием «Роланд».
Итоговым в творчестве Б. Н. Алмазова стал сборник «Стихотворения» (М., 1874). Его сочинения были собраны и изданы графом С. Д. Шереметевым в 3-х томах в 1892 году.
Член «Общества любителей российской словесности» с 29 января 1865 года.
Современники по-разному воспринимали творчество Б. Н. Алмазова. Для большинства он остался даровитым юмористом, «певцом минуты», и лишь немногие разглядели самобытный облик интересного русского поэта и критика, бескомпромиссно отстаивающего свои взгляды на искусство.